# Illviðrishnúkur (bergstopp i Island, lat 65,59, long -18,89)
Illviðrishnúkur är en bergstopp i republiken Island. Den ligger i regionen Norðurland vestra, 210 km nordost om huvudstaden Reykjavík. Toppen på Illviðrishnúkur är 1 282 meter över havet,
eller 58 meter över den omgivande terrängen. Bredden vid basen är 1,2 km.
Trakten runt Illviðrishnúkur är nära nog obefolkad, med mindre än två invånare per kvadratkilometer. Det finns inga samhällen i närheten. Trakten runt Illviðrishnúkur är permanent täckt av is och snö.